# アトレティコ・オタワ
アトレティコ・オタワ（Atlético Ottawa）は、カナダのプロサッカークラブである。オンタリオ州オタワを本拠地とし、ホームスタジアムはTDプレイス・スタジアムである。カナディアン・プレミアリーグに所属している。

## 歴史
2014年から2019年までオタワではオタワ・フューリーFCがアメリカ合衆国のUSLプロフェッショナルリーグなどに参加していた。カナダ国内リーグであるカナダ・プレミアリーグが創設されたことにより、カナダのチームが米国リーグに加盟することによる諸問題のため2019年シーズンを最後にチームは解散した。この結果、オタワではサッカーのプロチームを失うこととなった。
2020年1月、スペインの名門サッカークラブアトレティコ・マドリードとオタワの実業家ジェフ・ハントがカナダ・プレミアリーグで初めてのチーム追加として参戦することになったと発表。2020年のシーズンから参加するこのチーム名を「アトレティコ・オタワ」とする旨、発表された。
初代監督にはミスタが就いたが2年間で7位、8位と低迷し2021年末に退任。2022年からCarlos Gonzálezが監督に就任すると、チームはレギュラーシーズン1位に急浮上。プレーオフでは準決勝でパシフィックFCを2試合合計3-1で破り初めて決勝に駒を進めたが、決勝ではフォージFCに0-2で敗れた。

## スタジアム

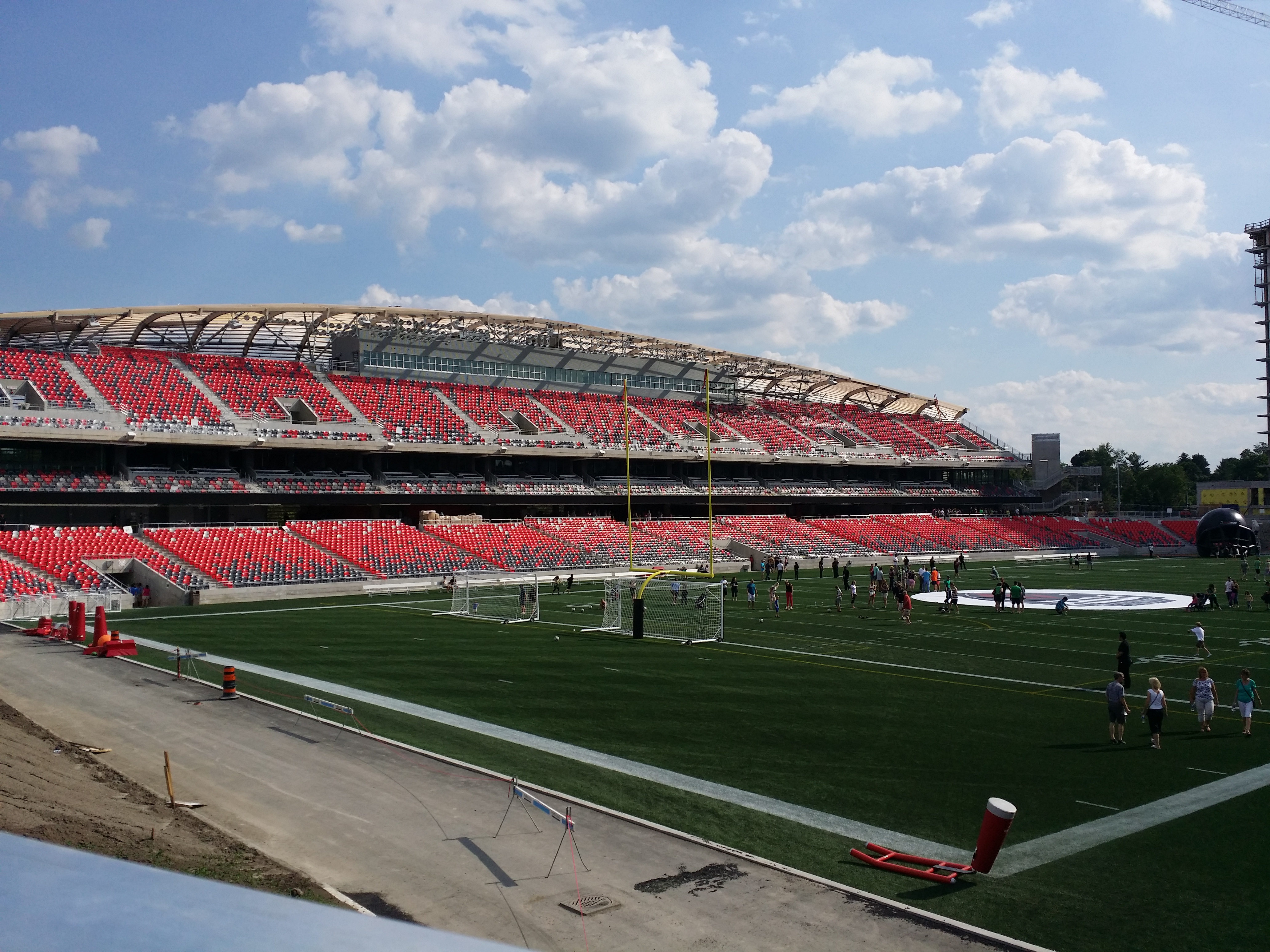
TDプレイス・スタジアム

アトレティコ・オタワはオタワのランズダウン公園にあるTDプレイス・スタジアムを本拠地とする。オタワ・レッドブラックスと共用する。